# Abana (district)
Abana is een Turks district in de provincie Kastamonu en telt 3.504 inwoners (2011). Het district heeft een oppervlakte van 32,2 km². Hoofdplaats is Abana.
De bevolkingsontwikkeling van het district is weergegeven in onderstaande tabel.
| 1997  | 2000  | 2007  | 2011  |
| ----- | ----- | ----- | ----- |
| 3.642 | 4.273 | 3.562 | 3.504 |